# Три жінки і мужчина
«Три жінки і мужчина» (рос. «Три женщины и мужчина») — білоруський художній фільм 1998 року режисера Віталія Дудіна.

## Сюжет
Відомо, якими несподіваними драматичними і комічними колізіями відома ситуація любовного трикутника. Тим більше — коли кутів чотири...

## У ролях
- Ніна Усатова
- Євгенія Глушенко
- Юлія Полубінська
- Олександр Пєсков
- Віктор Мережко
- Ростислав Янковський
- Ігор Забара
- Світлана Нікіфорова
- Юрій Бердников

## Творча група
- Сценарій: Віктор Мережко
- Режисер: Віталій Дудін
- Оператор: Юрій Марухін
- Композитор: Володимир Кондрусевич